# Будівля, в якій жила Леся Українка (Євпаторія)
Будівля, в якій жила Леся Українка — будівля та пам'ятка архітектури у місті Євпаторія, Автономна Республіка Крим. Розташована по вулиці Революції, 41.
У червні 1891 року Леся Українка вдруге прибула до Євпаторії та поселилась у будинку (на тогочасній вулиці Фонтанній). Там перебувала на лікуванні до серпня. У цей час до неї приїжджав брат Михайло.
У будівлі до 2011 року розташовувався міський суд. Пізніше будівля не використовувалась та знаходиться у занедбаному стані.